# Zoé Oldenbourg
Zoé Oldenbourg (31 de marzo de 1916-8 de noviembre de 2002) fue una historiadora, medievalista y novelista francesa de origen ruso.

## Biografía
Nació en Petrogrado el 31 de marzo de 1916, por entonces parte del Imperio ruso. Falleció en 2002.
Como historiadora, con una perspectiva a favor de los cátaros, a finales de los años sesenta publicó el ensayo histórico Le Bûcher de Montségur, 16 mars 1244 (Gallimard, 1959), una obra sobre la cruzada albigense y el asedio y caída del castillo de Montsegur, que fue criticada por cargar demasiado las tintas contra la Iglesia católica. En 1965 publicó The Croisades, en la que abarca el estudio de las tres primeras cruzadas.
Escribió también novela histórica, con títulos como Argile et cendres (1946), La pierre angulaire (1953) —galardonada con el premio Fémina—, Les brulés (1960), Les cités charnelles ou l'histoire de Roger de Montbrun (1961) o La joie des pauvres (1970), entre otras muchas.